# 4590 Dimashchegolev
4590 Dimashchegolev è un asteroide della fascia principale. Scoperto nel 1968, presenta un'orbita caratterizzata da un semiasse maggiore pari a 2,3723907 UA e da un'eccentricità di 0,1819464, inclinata di 12,45276° rispetto all'eclittica.